# 岡山市立石井小学校
岡山市立石井小学校（おかやましりつ いしいしょうがっこう）は、岡山県岡山市北区寿町にある岡山市立小学校。

## 概要
岡山市立石井小学校は、岡山県岡山市北区寿町にある小学校であり、1895年に創立された。2007年4月1日、イマージョン教育推進モデル校に指定され、一部の教科では外国語による授業が行われている。

## 沿革

### 経緯
1895年、石井尋常小学校として設立された。1901年、石井尋常高等小学校に、1941年に国民学校令により、岡山市立石井国民学校に改称した。第二次世界大戦降伏後の学制改革によって、岡山市立石井小学校となり、現在に至る。

### 年表
- 1895年4月1日 - 岡山県御野郡石井尋常小学校として創立される。
- 1895年9月10日 - 現在地に校舎を竣工・移転し、開校記念日とする。
- 1901年4月1日 - 石井尋常高等小学校と改称。
- 1921年3月1日 - 御津郡石井村が岡山市編入、岡山市石井尋常小学校と改称。
- 1941年4月1日 - 国民学校令によって岡山市立石井国民学校と改称。
- 1946年2月11日 - 創立50周年記念式典挙行。
- 1947年4月1日 - 学制改革により岡山市立石井小学校となる。
- 1953年5月9日 - 岡山市立三門小学校新設により学区を分離する。
- 1960年4月1日 - 特殊学級設置。
- 1964年11月17日 - 創立70周年記念式典を挙行。
- 1974年2月9日 - 新校舎落成記念式典挙行。
- 1975年4月1日 - 情緒障害児学級新設。
- 1984年11月17日 - 創立90周年記念式典挙行。
- 1986年4月4日 - 文部省特殊教育実験学校に指定される（3年間）。
- 1994年9月10日 - 創立100周年記念式典挙行。
- 1999年4月1日 - 先進的教育用ネットワークモデル地域事業に指定される（3年間）。
- 2002年4月1日 - 岡山市立出石小学校より言語障害通級指導教室が、岡山市立弘西小学校より岡山市教育センターが移転する。
- 2006年11月12日 - 創立110周年記念式典挙行。
- 2007年4月1日 - イマージョン教育推進モデル校に指定。
- 2014年11月11日 - 創立120周年記念式典挙行。

## 学校行事
| - 4月 始業式、入学式 - 5月 春の遠足 - 6月 善太と三平の星祭り | - 7月 海の学校、終業式 - 8月 - 9月 始業式、避難訓練、運動会 | - 10月 修学旅行、山の学校 - 11月 学習発表会 - 12月 終業式 | - 1月 始業式 - 2月 給食集会 - 3月 卒業式、修了式 |

## 通学区域
- 岡山市北区[1]
  - 駅元町
  - 寿町
  - 昭和町
  - 富町一丁目～二丁目
  - 奉還町一丁目の一部
  - 奉還町二丁目の一部
  - 奉還町三丁目の一部
  - 奉還町四丁目の一部
  - 島田本町一丁目～二丁目

## 進学先中学校
- 岡山市立石井中学校

## 学区の主な施設
- 岡山駅
- 岡山市立石井幼稚園
- 岡山全日空ホテル

## 交通
- JR西日本山陽本線・伯備線・赤穂線・瀬戸大橋線・宇野線・津山線・吉備線・山陽新幹線岡山駅より徒歩7～8分

## 著名な出身者

### 芸術
- 坪田譲治（児童文学作家）

### スポーツ
- 森末慎二（タレント、元体操競技選手）

## 通学区域が隣接している学校
- 岡山市立三門小学校
- 岡山市立伊島小学校
- 岡山市立岡山中央小学校
- 岡山市立鹿田小学校
- 岡山市立大元小学校